# Алексеевка (Ханкайский район)
В Приморье в Надеждинском районе тоже есть село Алексеевка.
Алексе́евка — село в Ханкайском районе Приморского края России. Входит в состав Камень-Рыболовского сельского поселения.

## География
Село находится среди сопок, на расстоянии 15 км от села Камень-Рыболов, административного центра района.

## История
Село было основано выходцами с Украины. Жители села в основном занимались сельским хозяйством. В 1930-х годах был создан колхоз, затем скотооткормочный совхоз, впоследствии влившийся в совхоз «Новоселище» как одно из его отделений. После перестройки было создано товарищество с ограниченной ответственностью, ныне — СХПК «Алексеевское».

## Население
| 1915 | 2002 | 2005 | 2010 |
| ---- | ---- | ---- | ---- |
| 388  | ↘265 | ↗282 | ↘213 |

## Улицы
- ул. Комсомольская,
- ул. Пролетарская,
- ул. Центральная,
- ул. Школьная,
- пер. Школьный.

## Инфраструктура
В селе функционируют школа, клуб, библиотека, магазин.